# Takbir

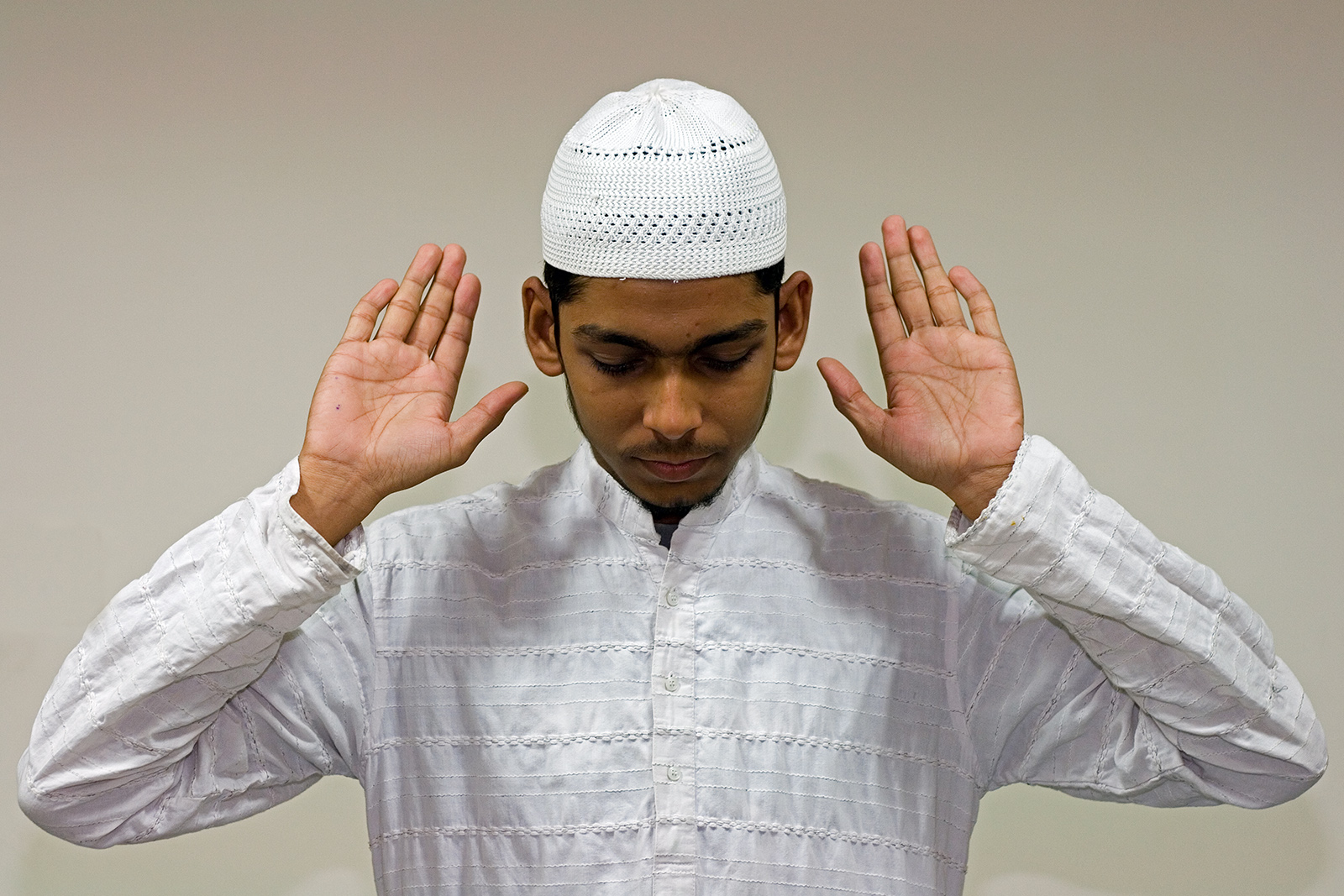
Muzułmanin wznoszący ręce podczas modlitwy do recytacji takbiru

Takbir w formie ornamentalnej

Takbir (arab. ‏تَكْبِير‎, takbīr) – arabskie określenie na zwrot Allāhu Akbar (arab. الله أكبر), tłumaczony jako „Bóg jest wielki”. Zwrot ten, bardzo często używany w świecie islamu, stanowi zarówno nieformalne wyznanie wiary w Allaha, jak i jej formalną deklarację.
Muzułmanie używają takbiru zarówno w czasie modlitwy, jak i w wielu codziennych sytuacjach życiowych, wyrażając nim różne uczucia (radość, zachwyt).
Takbir jest elementem zamieszczonym w symbolach narodowych niektórych państw muzułmańskich lub islamskich ruchów oporu.

Flaga Afganistanu w latach 2013–2021, fraza zamieszczona poniżej szahady
Flaga Iraku, takbir zamieszczony w formie stylizowanego pisma kufickiego
Flaga Iranu; fraza Allahu Akbar powtórzona 22 razy
Flaga Waziristanu